# 长征五号B首飞
长征五号B首飞是中国载人航天工程于2020年进行的一次运载火箭试验飞行任务，长征五号B运载火箭于2020年5月5日18时00分自海南文昌航天发射场发射升空，其载荷新一代载人飞船试验船的返回舱于2020年5月8日13时49分着陆于东风着陆场，主要任务取得圆满成功。
本次任务是长征五号B运载火箭等待已久的首次试验飞行，长征五号B也采用无毒无污染的液氧、液氢和煤油作为推进剂，起飞重量约849吨，是中国近地轨道运载能力最大的运载火箭。长征五号B的首飞稍有推遲，但其成功为中国空间站工程的顺利实施奠定了坚实基础，拉开了空间站在轨建造阶段飞行任务的序幕，是中国载人航天工程“第三步”的揭幕之作，发射载荷重量近22吨，這刷新了中国乃至亚洲的记录。

## 任务经过
1月20日（以下均為2020年），新一代载人飞船试验船运抵文昌航天发射场。
2月5日，长征五号B遥一运载火箭由“远望22号”运输船运抵文昌航天发射场。
5月5日18时00分，长征五号B遥一运载火箭从文昌航天发射场发射升空。18时08分，将载荷组合体准确送入预定轨道。
5月6日，中国载人航天工程办公室宣布载荷之一的柔性充气式货物返回舱试验舱在返回过程中出现异常。
5月8日12时21分，北京航天飞行控制中心控制新一代载人飞船试验船完成返回制动，进入返回轨道。13时33分，服务舱与返回舱成功分离。
5月8日13时49分，试验船返回舱在东风着陆场预定区域安全着陆，经确认舱体完好，试验取得成功。

## 飞行载荷
本次试验飞行搭载的载荷有：

### 新一代载人飞船试验船
新一代载人飞船试验船长8.8米，最大直径4.5米，发射质量21.6吨，采用服务舱与返回舱两舱构型，具有高安全、高可靠、模块化、多任务、可重复使用等特点，能同时满足未来近地轨道和月球探测的载人航天任务需要。
本次试验的主要目的是对高速再入返回防热、控制和群伞回收等关键技术进行飞行验证。

### 柔性充气式货物返回舱试验舱
柔性充气式货物返回舱试验舱是中国新型空间运输飞行器的试验器，可对充气展开式返回飞行器轨道再入关键技术进行验证。

## 轶闻
1958年5月，蘇美等國發射衛星後，中共八大二次会议期间，时任中共中央主席、国家主席、中央军委主席毛泽东提出“我们也要搞人造卫星”“我们要抛就要抛两万公斤的，也许要从较小的抛起”。1970年文革期間，中國成為第五個能發衛星的國家，發射了第一枚衛星東方紅一號，但該星已重達173公斤，只是隨後研究機構受創與政經局勢的不利，使得太空發展陷入停滯，直到改革開放經濟好轉，從而研製了长征五号火箭家族，但受技術原因限制先前兩度發射失利，使长征五号B與空間站也因此推遲3年多，直到62年後长征五号B遥一运载火箭終於起飛時，載荷這才超过「两万公斤」里程碑，同時长征五号系列穩定後，代表中國也正式進入大型運載火箭（典型如亞利安、质子）的玩家俱樂部。
另外，該枚长征五号B遥一的殘骸擊中非洲象牙海岸的村落，暫無人傷亡報告，不過散落的巨大金屬燃料管引發居民圍觀。